# Homicidio de Camilo Catrillanca
El homicidio de Camilo Catrillanca fue un hecho ocurrido en Temucuicui el 14 de noviembre de 2018. En éste, el comunero mapuche Camilo Catrillanca fue muerto al recibir un tiro en la cabeza por la espalda. El proyectil fue disparado por Carlos Alarcón Molina, sargento de Carabineros de Chile, durante una operación policial.

## Camilo Catrillanca

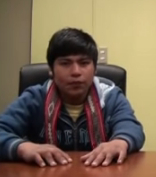
Catrillanca en 2011.

Camilo Marcelo Catrillanca Marín (Victoria, 13 de septiembre de 1994-Temucuicui, 14 de noviembre de 2018) era nieto del lonco Juan Catrillanca e hijo del presidente de la comunidad mapuche «Ignacio Queipul Millanao», Marcelo Catrillanca.
Fue dirigente del movimiento estudiantil en el Liceo de Pailahueque y fue partícipe de actos de recuperación de tierras en la comuna de Ercilla, región de La Araucanía. En 2011 lideró una toma de estudiantes secundarios en la Municipalidad de Ercilla, que terminó 13 días después, tras lograr un acuerdo de la creación de un liceo intercultural y el aumento de becas.
Al momento de su muerte tenía una hija de 4 años, Huacolda; y su pareja Katherine Antín estaba embarazada. Su segunda hija, Camila, nació en mayo de 2019, a seis meses de su muerte.

## Homicidio
Catrillanca recibió un disparo por la espalda el 14 de noviembre de 2018 en Temucuicui, durante un operativo llevado a cabo por una unidad del Grupo de Operaciones Policiales Especiales de Carabineros llamada «Grupo de Reacción Táctica», y bautizada por la prensa como «Comando Jungla». Catrillanca viajaba junto a un adolescente de 15 años en un tractor, momento en el cual recibió un disparo en la parte posterior inferior de la cabeza. El joven fue trasladado a un centro asistencial de la localidad de Ercilla, donde murió mientras recibía atención médica.
El adolescente que viajaba junto a Catrillanca, de iniciales M.A.C.P., y principal testigo de su muerte, fue detenido junto a otras tres personas por Carabineros, pero el Juzgado de Letras y Garantía de Collipulli decretó que su detención era ilegal, siendo liberado. Posteriormente M.A.C.P. declaró haber recibido golpes de carabineros, pero que estaba en condiciones de identificar a los funcionarios involucrados. El Instituto Nacional de Derechos Humanos (INDH) anunció una querella criminal por las torturas a las que habría sido sometido el joven M.A.C.P durante su detención.

## Investigación y versiones del incidente
Según la primera versión policial, el operativo —que incluyó un allanamiento de la comunidad— se habría desplegado a raíz de que un grupo de encapuchados robaron tres automóviles de profesoras de la Escuela Santa Rosa de Ancapi Ñancucheo, en Ercilla. Tras una persecución, los carabineros lograron recuperar dos vehículos. Tanto la policía como el gobierno señalaron que Catrillanca tenía relación con dicho hecho delictual. La comunidad de Temucuicui negó estas versiones, afirmando que el «Comando Jungla» entró a la localidad disparando ráfagas de bala, sin mediar provocación alguna, y la Unidad de Derechos Humanos de la Fiscalía de La Araucanía anunció que investigaría los hechos.
El intendente de La Araucanía, Luis Mayol, afirmó el 14 de noviembre que Catrillanca «tenía antecedentes por receptación de vehículos robados» y que el incidente se debió a «actos de delincuencia común y los afectados son los docentes que sufrieron el robo de sus vehículos». El 16 de noviembre, la diputada Pamela Jiles publicó la hoja de antecedentes de Catrillanca, que indicaba que no tenía antecedentes penales. El ministro del Interior Andrés Chadwick afirmó que el joven sí tenía antecedentes policiales, pero no penales, pues «fue detenido el 22 de octubre pasado por delitos de receptación», aunque no estaba condenado, pues a la fecha de su muerte «estaba en una etapa de investigación a través de la formalización  [sic]».
El 16 de noviembre, el senador Felipe Kast aseguró en una entrevista radiofónica con Fernando Paulsen, haber visto imágenes de un intercambio de disparos entre las Fuerzas Especiales de Carabineros y la víctima, lo cual fue desmentido al día siguiente.
Posteriormente aclaró que estas fueron recibidas por el exintendente Luis Mayol, quien a su vez las recibió del general en retiro Cristián Franzani, quien ya declaró en calidad de testigo ante la Fiscalía por cargos de obstrucción a la investigación en el caso Catrillanca.
Carabineros afirmó el 17 de noviembre que los hechos no habían sido grabados por sus funcionarios, sin embargo al día siguiente el gobierno anunció que la muerte de Catrillanca fue registrada en video, pero que dichas grabaciones habían sido destruidas por Carabineros. Además se anunció que cuatro carabineros habían sido dados de baja, y que el general Mauro Victtoriano Krebs, jefe de Orden y Seguridad de La Araucanía, y el coronel Iván Contreras Figueroa, prefecto de las Fuerzas Especiales de la Araucanía, habían presentado sus renuncias. Ello llevó al subsecretario del Interior Rodrigo Ubilla a reconocer que era probable que se tratara de un homicidio.
El INDH se ha hecho parte querellante en el caso y anunció que hará tres nuevas presentaciones judiciales (que se suman a la anterior por torturas al adolescente que acompañaba a Catrillanca). La primera querella es por el homicidio de Camilo Catrillanca y se sustenta en abundantes indicios de homicidio simple, entre otras, el tiro por la espalda, los intentos de ocultación de evidencias y el cambio de municiones en el acto, donde el carabinero reemplazó a propósito los balines de goma por balas de plomo antes de disparar. La segunda querella es por obstrucción a la investigación, principalmente por la destrucción del dispositivo de almacenamiento (la tarjeta de memoria) de una cámara GoPro que estaba en el casco del cabo segundo Raúl Ávila y que debió grabar el operativo, acto ilícito que fue observado por el testigo y que ya ha sido confesado los carabineros participantes. La tercera querella es por homicidio frustrado contra el joven mapuche acompañante, testigo clave del homicidio. La querella por torturas ya fue presentada, en conjunto con la Defensoría de la Niñez y el 20 de noviembre el Juzgado de Garantía de Collipulli acogió una primera medida de protección dictaminando una prohibición de que Carabineros de Chile se acerque a la víctima «en términos violentos»
El INDH presentó el jueves 22 de noviembre de 2018 las querellas anunciadas. En el acto, los personeros de la institución señalaron a la prensa que presenciaron la autopsia realizada a Catrillanca y que pudieron apreciar que la lesión mortal «consiste en una herida en la parte de atrás de la cabeza (nuca). La bala que habría ingresado a la cabeza por la nuca de la víctima es de la munición denominada con ‘encamisado de plomo’ que corresponde al armamento utilizado por Carabineros de Chile».
El hecho de que Camilo Catrillanca era un objetivo en la mira de los comandos especiales de policía desplazada en la zona al menos desde 2017, se ha demostrado con la publicación de un informe policial secreto titulado Exposición coordinación zona control orden público de la Unidad de Inteligencia Operativa Especializada de Carabineros (UIOE). Esta unidad fue disuelta y descabezada tras el escándalo de la Operación Huracán (por delitos de falsificación de instrumento público, obstrucción a la investigación y asociación ilícita). El documento secreto filtrado fue dado a conocer el 27 de noviembre de 2018 por el Centro de Investigación Periodística Ciper Chile y menciona una serie de objetivos entre los comuneros mapuches. En la página 24 del documento aparece con su nombre completo junto a su foto en una lámina que muestra a los principales dirigentes de la organización Alianza Territorial Mapuche «cuyos pasos hay que seguir de cerca».
A pesar de que 66 diputados de oposición habían solicitado la constitución de una comisión especial investigadora de la muerte de Catrillanca, cuando se produjo la votación en la Cámara, el 28 de noviembre de 2018, no llegó a aprobarse. Con 59 votos a favor, 20 en contra y 12 abstenciones, la opción mayoritaria no contó con los 2/5 requeridos (62 diputados). Sin que se conozcan los motivos, 63 parlamentarios no concurrieron a votar ese día. Posteriormente la instancia que había sido pedida hace algunas semanas por diputados de oposición y que había fracasado por falta de quórum, fue aprobada por 97 votos a favor y 8 en contra, el 11 de diciembre, justo momentos antes de que se diera inicio a la interpelación del ministro del Interior, Andrés Chadwick, con un plazo de trabajo de 120 días. La instancia parlamentaria quedó presidida por el diputado Ricardo Celis (PPD) e integrado por su pares Jorge Alessandri (UDI), Álvaro Carter (UDI), Natalia Castillo (RD), Carmen Hertz (PC), Aracely Leuquén (RN), Miguel Mellado (RN), Fernando Meza (PRSD), Manuel Monsalve (PS), Emilia Nuyado (PS), Jorge Rathgeb (RN), Jorge Sabag (DC) y Osvaldo Urrutia (UDI). El 8 de julio de 2019, tras una sesión, por 8 votos a favor, 2 en contra y una abstención, la comisión investigadora aprobó el informe final que establece la responsabilidad política del ministro Andrés Chadwick, y del subsecretario de la cartera, Rodrigo Ubilla. Finalmente a principios de septiembre de 2019, tras 65 votos a favor y 61 en contra. La Sala de la Cámara de Diputados, aprobó el informe, asignando responsabilidades directas a Carabineros y responsabilidad política a los ministros y subsecretarios del Interior y Seguridad Pública, por la falta de control sobre el actuar policial.
Carlos Alarcón, uno de los carabineros en prisión preventiva por la acusación de homicidio de Catrillanca ha asegurado que las primeras declaraciones de los funcionarios policiales fueron falsas y que se les habría obligado a mentir. El carabinero reconoció que no solamente no recibieron tiros desde el tractor donde iban ambos jóvenes mapuches, sino que tras disparar a Catrillanca, al reducir al segundo de ellos habrían comprobado que se encontraban desarmados. El carabinero difundió un video de agradecimiento grabado en prisión, dirigido a sus compañeros de Fuerzas Especiales de Carabineros en el cual sostiene que nunca haría algo que dañase a su institución, que no es un delincuente, que lo hicieron mentir y prestar declaraciones falsas, aseverando además que «todavía falta que salgan cosas a la luz». Los abogados querellantes criticaron la falta de arrepentimiento del funcionario, así como la «absoluta comodidad con la que los autores del homicidio están cumpliendo la prisión preventiva», en la que se les permite incluso difundir esta clase de videos. Al respecto sobre Catrillanca y su acompañante posteriormente afirmó, «en ningún momento quise asesinarlos». «Si hubiese existido la más mínima intención en querer asesinarlos, lo hubiese hecho cuando los tuve de frente, a menos de 20 metros». Su defensa, posteriormente intentó excarcelarlo y hacer una rebaja de la medida cautelar del exuniformado. El 30 de noviembre de 2019 (seis meses después que el Juzgado de Garantía de Collipulli decretó la medida cautelar de prisión preventiva), el Tribunal Oral en lo Penal de Angol ratificó su prisión preventiva. En consecuencia, el juzgado desestimó el requerimiento.
El 19 de diciembre de 2018 se reveló la existencia de un video grabado por la cámara del sargento Patricio Sepúlveda, quien ha sido formalizado por la justicia por el delito de obstrucción de la investigación. En el video, que rápidamente se hizo público en múltiples medios de prensa, muestra los momentos en que Catrillanca fue ultimado. Se escucha el audio de doce disparos sin réplica contra el tractor en el que se encontraba el comunero mapuche, aparte de algunas frases incriminadoras que revelan detalles precisos sobre el homicidio. Pocas horas después de la filtración a la prensa de las primeras imágenes, el Centro de Investigación Periodística Ciper divulgó de manera exclusiva otros tres videos del operativo en el que los carabineros dispararon a Catrillanca causando su muerte.
El 1 de octubre de 2019, el Tribunal de Juicio Oral en lo Penal de Angol, de la Región de la Araucanía, fijó para el 26 de noviembre, el inicio de un juicio oral por su homicidio. Se esperaba que el proceso se extienda por aproximadamente dos meses considerando la cantidad de testigos y peritos que comparecerán. Entre las personas que deberían declarar estuvo el exministro del Interior, Andrés Chadwick; el ex intendente de La Araucanía, Luis Mayol; el exdirector de Carabineros, Hermes Soto, entre otras 70 personas y más de 30 peritos. A mediados de noviembre, se rechazó la solicitud de postergación del juicio oral presentada por la abogada Gloria Chamorro, la defensa de uno de los acusados por el crimen (el exsargento del GOPE de Carabineros, Carlos Alarcón). Posteriormente el Tribunal Oral en Lo Penal de Angol decidió posponer para el 2 de marzo de 2020, a las 09:00 de la mañana, el inicio del juicio. En base a exámenes médicos que corresponden al imputado José Contreras Figueroa, quien debe someterse a una intervención quirúrgica el 2 de diciembre, por lo que no podría estar presente en el juicio. Finalmente el juicio comenzó, el jueves 5 de marzo tras ser suspendido el 2 de marzo por la inasistencia de uno de los abogados.

## Reacciones y protestas

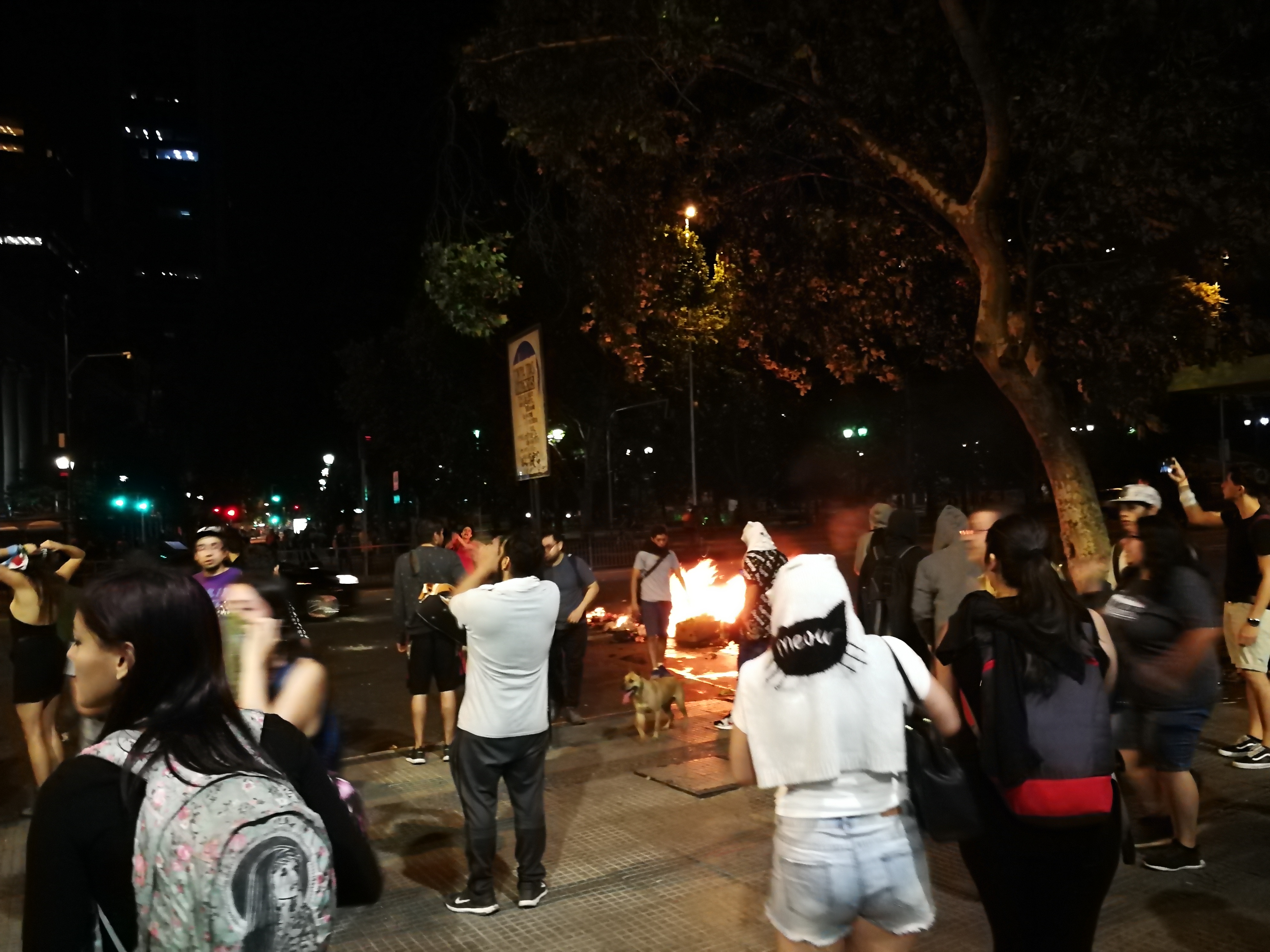
Protesta en Santiago de Chile por la muerte de Camilo Catrillanca el 15 de noviembre de 2018.

Parlamentarios de oposición anunciaron una interpelación a Chadwick, a quien también citarán –junto al general director de Carabineros, Hermes Soto– a una sesión especial de las comisiones de Seguridad Ciudadana y Derechos Humanos de la Cámara de Diputados. Además se exigió al gobierno la renuncia del intendente Mayol —la cual finalmente ocurrió el 20 de noviembre—. El 15 de noviembre se realizó un minuto de silencio por Catrillanca en la Cámara de Diputados, del cual se restaron algunos diputados oficialistas. Durante el partido que la Selección de fútbol de Chile jugó contra Honduras el 20 de noviembre de 2018, en la ciudad de Temuco, los jugadores de ambos equipos se reunieron en el centro de la cancha y haciendo un círculo como homenaje a Camilo Catrillanca.
Amnistía Internacional calificó la muerte de Catrillanca como «indignante y alarmante», mientras que el Sistema de las Naciones Unidas en Chile lamentaron la muerte y exhortaron «al Gobierno de Chile a realizar una investigación exhaustiva y transparente sobre el hecho, y agotar todos los recursos necesarios para dar con los responsables». La operación policial y sus reacciones fueron cubiertas por numerosos medios internacionales, siendo la muerte del comunero calificada inicialmente como «asesinato» por algunos medios de prensa.

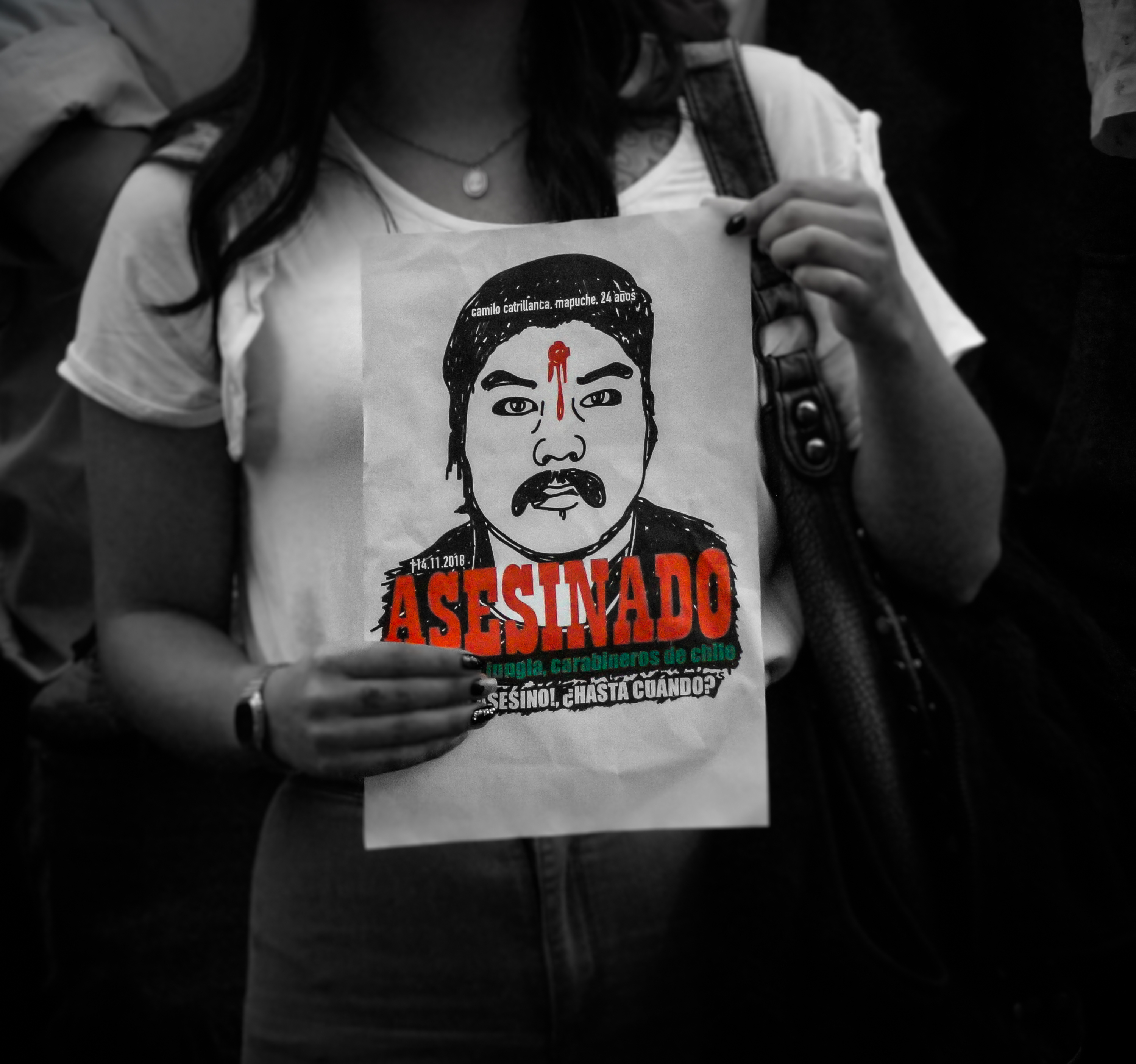
Catrillanca se convirtió en un ícono de protesta durante el segundo gobierno de Sebastián Piñera.

 La muerte de Catrillanca generó protestas durante la tarde del 15 de noviembre de 2018 en varias ciudades de Chile (Santiago, Valparaíso, Rancagua, Temuco, Concepción, Valdivia, Puerto Montt, entre otras), que terminaron en enfrentamientos con la policía, e incluso en Buenos Aires (Argentina). En los días siguientes se registraron nuevas protestas en Santiago. Al caer la noche del 15 de noviembre, el artista plástico chileno, Octavio Gana, realizó una proyección gigante del rostro de Catrillanca sobre los edificios Turri en la céntrica Plaza Baquedano. La composición que se proyectó llevaba sobre la foto del comunero mapuche un verso del poeta Raúl Zurita: «Que su rostro cubra el horizonte».
El sacerdote católico Mariano Puga y el vicario de la Pastoral Social Caritas, Jorge Muñoz, en conjunto con la Pastoral Mapuche de Santiago, convocaron el 21 de noviembre a una misa en memoria del comunero en la iglesia San Ignacio de Santiago. Exigieron claridad y justicia para el caso de Catrillanca e hicieron un llamado a asumir la deuda histórica con el pueblo mapuche. Puga pidió «el fin de la actual política indígena del Gobierno, que valida y fortalece una vía represiva» y llamó a que «todo chileno bien parido se de cuenta de este desafío histórico y que asumamos, cada uno desde su propia realidad, la causa de este pueblo y la hagamos nuestra».
El 20 de noviembre de 2018, el intendente de la región de La Araucanía, Luis Mayol, asumiendo la responsabilidad política en los sucesos, presentó la renuncia al cargo, en medio de fuertes críticas por su actuación. Al momento de su renuncia, un grupo de parlamentarios ya había anunciado una acusación constitucional en su contra. El presidente Sebastián Piñera contempló reunirse con la familia de Camilo Catrillanca en una visita a la región de La Araucanía, pero la familia rechazó recibir al mandatario.

## Primer aniversario de la muerte

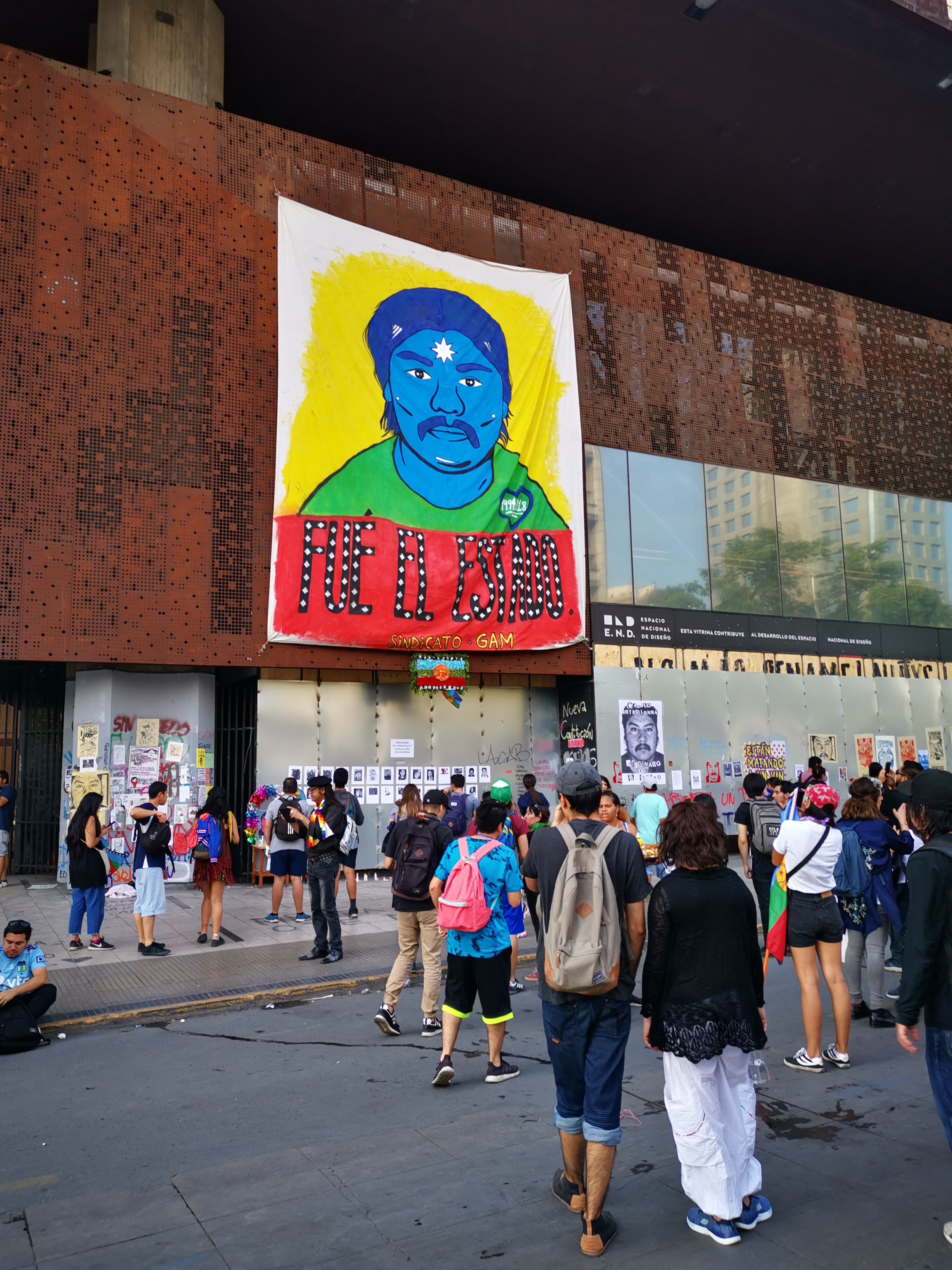
Conmemoración del aniversario de la muerte de Camilo Catrillanca en el frontis del Centro Cultural Gabriela Mistral, en Santiago.

El primer año desde el homicidio de Camilo Catrillanca coincidió con el movimiento social generado a mediados de octubre de 2019 por el malestar social y búsqueda de reformas estructurales. La figura de Catrillanca recobró un simbolismo especial debido a la brutalidad expuesta por Carabineros de Chile durante las protestas. Tras el cambio de gabinete realizado en respuesta al movimiento social, donde Andrés Chadwick salió del Ministerio del Interior y Seguridad Pública, el padre de Camilo, Marcelo Catrillanca, anunció que se buscará que Chadwick sea imputado en la causa judicial por homicidio.

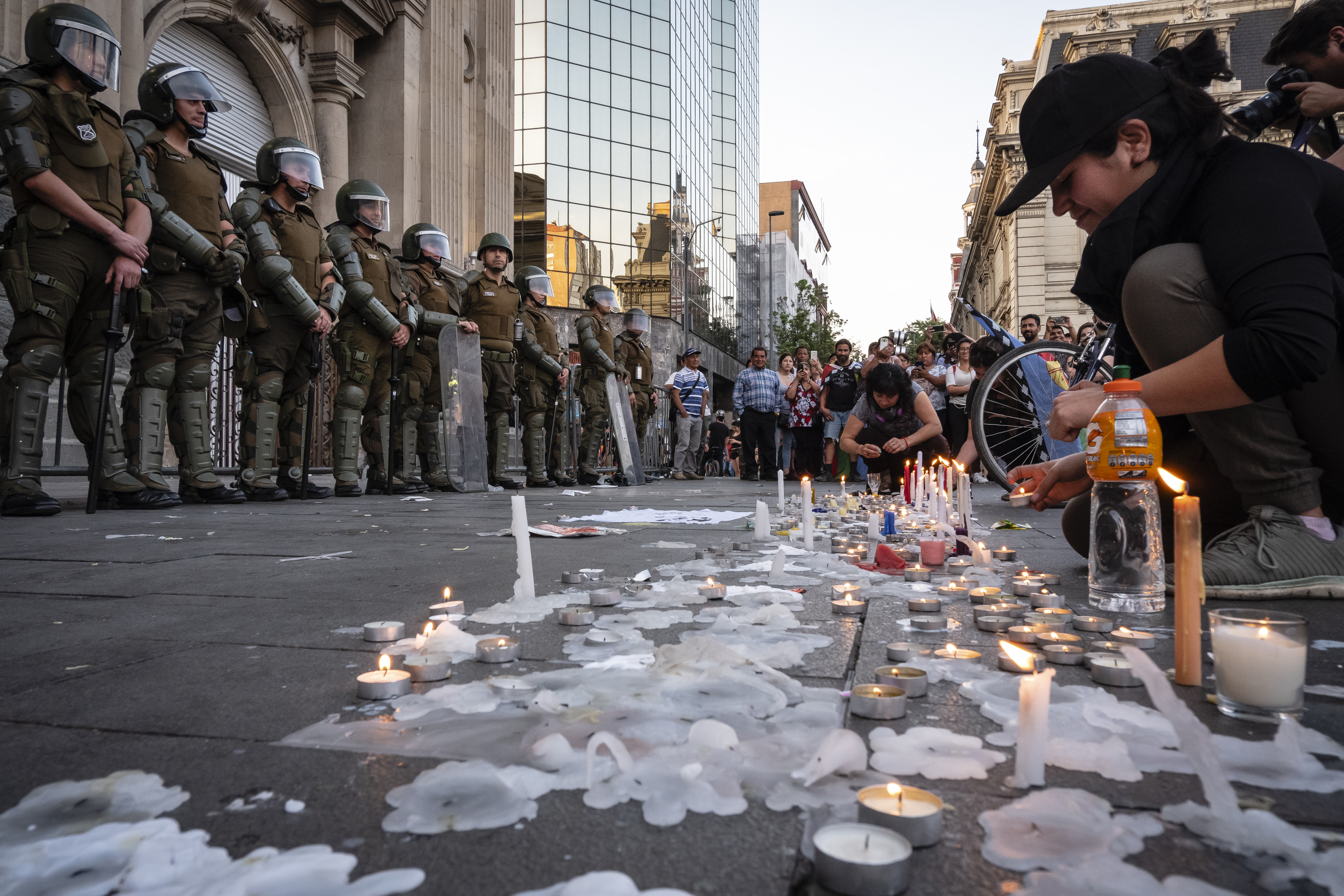
Velatón en homenaje a Camilo Catrillanca frente a la Catedral Metropolitana de Santiago, a un año de su homicidio.

El 14 de noviembre se convocaron a marchas en conmemoración a su muerte en todo Chile, mientras que su familia realizó un acto de reflexión en Temucuicui y descartó participar en actos públicos, haciendo un llamado a «que las manifestaciones sean lo más tranquilas posibles», lo cual fue agradecido por el gobierno mediante un llamado telefónico del ministro del Interior Gonzalo Blumel a Marcelo Catrillanca.
La Cámara de Diputados realizó un minuto de silencio en su memoria. En la noche de ese mismo día, también se realizó una intervención, se proyectó su imagen en el frontis sur del Congreso Nacional de Chile. El evento fue realizado por el estudio de arte y diseño Delight Lab. El artista nacional Nico Rojo, también estrenaría «Jungla Sanhattan», el cuarto sencillo de su álbum el cual estuvo inspirado en Camilo Catrillanca y en las movilizaciones en Chile de ese año.

## Sentencia
El 7 de enero de 2021 el principal acusado, el excarabinero Carlos Alarcón Molina, fue declarado culpable de homicidio simple consumado de Camilo Catrillanca y de homicidio simple frustrado contra el menor que acompañaba a Catrillanca el día del homicidio. Otros seis acusados, cinco carabineros (Raúl Ávila, Patricio Alejandro Sepúlveda, Braulio Valenzuela, Gonzalo Pérez, Jorge Contreras Figuera y Manuel Valdivieso) y un abogado (Cristian Inostroza) involucrados en el crimen, fueron declarados culpables de apremios ilegítimos y obstrucción a la investigación.
Las condenas fueron informadas por el Tribunal Oral en lo Penal de Angol el 28 de enero de 2021. Carlos Alarcón Molina fue condenado a un total de 16 años de prisión por ambos delitos, mientras que Raúl Ávila a tres años y un día de cárcel efectiva. En tanto, la sentencia estableció que los demás carabineros condenados deberán cumplir sus sanciones a través de libertad vigilada intensiva: Patricio Sepúlveda a 61 días, Braulio Valenzuela a 3 años y un día, Gonzalo Pérez a 61 días, Manuel Valdivieso a 300 y Jorge Contreras a 300 días. Por su parte, el abogado Cristián Inostroza fue condenado a 300 días de presidio, también con el beneficio de libertad vigilada intensiva.
Siete de los condenados presentaron recursos de nulidad contra la sentencia, los que fueron rechazados por la Corte Suprema en mayo de 2021.